# Ahmad Ibn al-Qadi
Ahmad ibn al-Qadi (arabe : أحمد بن القاضي المكناسي, connu simplement sous le nom d'Ibn al-Qadi (1552/1553–1616), était un polygraphe de Meknès. Il était le principal écrivain de la cour d'Ahmad al-Mansur au Maghreb extrême, aux côtés d'Abd al-Aziz al-Fishtali.